# Mamadou Fofana
Mamadou Fofana (Bamako, 21 januari 1998) is een Malinees voetballer die doorgaans speelt als centrale verdediger. In januari 2025 verruilde hij Amiens voor New England Revolution. Fofana maakte in 2017 zijn debuut in het Malinees voetbalelftal.

## Clubcarrière
Fofana speelde in de jeugdopleiding van Stade Malien en kwam in 2016 terecht bij Alanyaspor. Zijn debuut in het eerste elftal van de Turkse club maakte hij op 14 januari 2017. Op die dag werd verloren van Çaykur Rizespor. Léonard Kweuke scoorde tweemaal en Dhurgham Ismail zorgde voor de derde treffer van de bezoekers. Via Vágner Love en Glynor Plet kwam Alanyaspor nog tot 2–3. Fofana begon als basisspeler aan de wedstrijd en maakte de wedstrijd vol.
De Malinees werd in de winterstop van het seizoen 2017/18 voor een halfjaar verhuurd aan Bandırmaspor. Bij deze club speelde hij tien duels in de 1. Lig, waarna hij terugkeerde bij Alanyaspor en daar vierentwintig competitieduels speelde in de jaargang 2017/18. Na afloop van dat seizoen nam FC Metz de verdediger over en hij zette in Frankrijk zijn handtekening onder een verbintenis voor de duur van vijf seizoenen. In zijn eerste seizoen bij Metz promoveerde hij met de club naar de Ligue 1. Daar speelde hij respectievelijk twintig en zestien competitiewedstrijden.
In de zomer van 2021 verkaste hij naar Amiens, waar hij voor vijf jaar tekende. Voor een bedrag van circa 1,7 miljoen euro nam New England Revolution de verdediger in januari 2025 over.

## Clubstatistieken
| Seizoen | Club                   | Competitie          | Competitie | Competitie | Beker | Beker | Internationaal | Internationaal | Totaal | Totaal |
| Seizoen | Club                   | Competitie          | Wed.       | Dlp.       | Wed.  | Dlp.  | Wed.           | Dlp.           | Wed.   | Dlp.   |
| ------- | ---------------------- | ------------------- | ---------- | ---------- | ----- | ----- | -------------- | -------------- | ------ | ------ |
| 2016/17 | Alanyaspor             | Süper Lig           | 1          | 0          | 0     | 0     | —              | —              | 1      | 0      |
| 2016/17 | → Bandırmaspor         | 1. Lig              | 10         | 0          | 0     | 0     | —              | —              | 10     | 0      |
| 2017/18 | Alanyaspor             | Süper Lig           | 24         | 0          | 2     | 0     | —              | —              | 26     | 0      |
| 2018/19 | FC Metz                | Ligue 2             | 32         | 0          | 7     | 0     | —              | —              | 39     | 0      |
| 2019/20 | FC Metz                | Ligue 1             | 20         | 0          | 1     | 0     | —              | —              | 21     | 0      |
| 2020/21 | FC Metz                | Ligue 1             | 16         | 0          | 3     | 0     | —              | —              | 19     | 0      |
| 2021/22 | FC Metz                | Ligue 1             | 1          | 0          | 0     | 0     | —              | —              | 1      | 0      |
| 2021/22 | Amiens                 | Ligue 2             | 32         | 0          | 4     | 0     | —              | —              | 36     | 0      |
| 2022/23 | Amiens                 | Ligue 2             | 35         | 0          | 2     | 1     | —              | —              | 37     | 1      |
| 2023/24 | Amiens                 | Ligue 2             | 33         | 0          | 1     | 0     | —              | —              | 34     | 0      |
| 2024/25 | Amiens                 | Ligue 2             | 14         | 0          | 0     | 0     | —              | —              | 14     | 0      |
| 2025    | New England Revolution | Major League Soccer | 0          | 0          | 0     | 0     | —              | —              | 0      | 0      |
| Totaal  | Totaal                 | Totaal              | 218        | 0          | 20    | 1     | 0              | 0              | 238    | 1      |

Bijgewerkt op 7 februari 2025.

## Interlandcarrière
Fofana maakte zijn debuut in het Malinees voetbalelftal op 6 oktober 2017, toen met 0–0 gelijkgespeeld werd tegen Ivoorkust in een kwalificatiewedstrijd voor het WK 2018. Hij mocht van bondscoach Mohamed Magassouba als basisspeler aan het duel beginnen en hij speelde de volle negentig minuten mee. De andere debutanten dit duel waren Amadou Haidara (Red Bull Salzburg), Souleymane Diarra (RC Lens) en Moussa Djenepo (Standard Luik). Op 16 oktober 2018, tijdens zijn zesde interland, kwam Fofana voor het eerst tot scoren. Tijdens een uitwedstrijd bij Burundi zorgde hij drie minuten na rust voor de gelijkmaker, nadat Abdul Razak Fiston het thuisland in de eerste helft op voorsprong had gezet. Bij 1–1 zou het uiteindelijk ook blijven.
| Interlands van Mamadou Fofana voor Mali | Interlands van Mamadou Fofana voor Mali | Interlands van Mamadou Fofana voor Mali | Interlands van Mamadou Fofana voor Mali | Interlands van Mamadou Fofana voor Mali | Interlands van Mamadou Fofana voor Mali | Interlands van Mamadou Fofana voor Mali |
| №                                       | Datum                                   | Wedstrijd                               | Uitslag                                 | Competitie                              | Goals                                   |                                         |
| Als speler bij Alanyaspor               | Als speler bij Alanyaspor               | Als speler bij Alanyaspor               | Als speler bij Alanyaspor               | Als speler bij Alanyaspor               | Als speler bij Alanyaspor               | Als speler bij Alanyaspor               |
| --------------------------------------- | --------------------------------------- | --------------------------------------- | --------------------------------------- | --------------------------------------- | --------------------------------------- | --------------------------------------- |
| 1                                       | 6 oktober 2017                          | Mali – Ivoorkust                        | 0 – 0                                   | WK 2018 kwalificatie                    |                                         |                                         |
| 2                                       | 11 november 2017                        | Gabon – Mali                            | 0 – 0                                   | WK 2018 kwalificatie                    |                                         |                                         |
| 3                                       | 23 maart 2018                           | Japan – Mali                            | 1 – 1                                   | Vriendschappelijk                       |                                         |                                         |
| Als speler bij FC Metz                  |                                         |                                         |                                         |                                         |                                         |                                         |
| 4                                       | 9 september 2018                        | Zuid-Soedan – Mali                      | 0 – 3                                   | AK 2019 kwalificatie                    |                                         |                                         |
| 5                                       | 12 oktober 2018                         | Mali – Burkina Faso                     | 0 – 0                                   | AK 2019 kwalificatie                    |                                         |                                         |
| 6                                       | 16 oktober 2018                         | Burkina Faso – Mali                     | 1 – 1                                   | AK 2019 kwalificatie                    | 48'                                     |                                         |
| 7                                       | 17 november 2018                        | Gabon – Mali                            | 0 – 1                                   | AK 2019 kwalificatie                    |                                         |                                         |
| 8                                       | 23 maart 2019                           | Mali – Zuid-Soedan                      | 3 – 0                                   | AK 2019 kwalificatie                    |                                         |                                         |
| 9                                       | 26 maart 2019                           | Senegal – Mali                          | 3 – 2                                   | Vriendschappelijk                       |                                         |                                         |
| 10                                      | 16 juni 2019                            | Algerije – Mali                         | 2 – 1                                   | Vriendschappelijk                       |                                         |                                         |
| 11                                      | 24 juni 2019                            | Mali – Mauritanië                       | 4 – 1                                   | AK 2019                                 |                                         |                                         |
| 12                                      | 28 juni 2019                            | Tunesië – Mali                          | 1 – 1                                   | AK 2019                                 |                                         |                                         |
| 13                                      | 8 juli 2019                             | Mali – Ivoorkust                        | 0 – 1                                   | AK 2019                                 |                                         |                                         |
| 14                                      | 5 september 2019                        | Saoedi-Arabië – Mali                    | 1 – 1                                   | Vriendschappelijk                       |                                         |                                         |
| 15                                      | 13 oktober 2019                         | Zuid-Afrika – Mali                      | 2 – 1                                   | Vriendschappelijk                       |                                         |                                         |
| 16                                      | 14 november 2019                        | Mali – Guinee                           | 2 – 2                                   | AK 2021 kwalificatie                    |                                         |                                         |
| 17                                      | 17 november 2019                        | Tsjaad – Mali                           | 0 – 2                                   | AK 2021 kwalificatie                    |                                         |                                         |
| 18                                      | 9 oktober 2020                          | Mali – Ghana                            | 3 – 0                                   | Vriendschappelijk                       |                                         |                                         |
| 19                                      | 13 november 2020                        | Mali – Namibië                          | 1 – 0                                   | AK 2021 kwalificatie                    |                                         |                                         |
| 20                                      | 6 juni 2021                             | Algerije – Mali                         | 1 – 0                                   | Vriendschappelijk                       |                                         |                                         |
| 21                                      | 11 juni 2021                            | Mali – Congo-Kinshasa                   | 1 – 1                                   | Vriendschappelijk                       |                                         |                                         |
| Als speler bij Amiens                   |                                         |                                         |                                         |                                         |                                         |                                         |
| 22                                      | 7 oktober 2021                          | Mali – Kenia                            | 5 – 0                                   | WK 2022 kwalificatie                    |                                         |                                         |
| 23                                      | 10 oktober 2021                         | Kenia – Mali                            | 0 – 1                                   | WK 2022 kwalificatie                    |                                         |                                         |
| 24                                      | 14 november 2021                        | Mali – Oeganda                          | 1 – 0                                   | WK 2022 kwalificatie                    |                                         |                                         |
| 25                                      | 25 maart 2022                           | Mali – Tunesië                          | 0 – 1                                   | WK 2022 kwalificatie                    |                                         |                                         |
| 26                                      | 29 maart 2022                           | Tunesië – Mali                          | 0 – 0                                   | WK 2022 kwalificatie                    |                                         |                                         |
| 27                                      | 4 juni 2022                             | Mali – Congo-Brazzaville                | 4 – 0                                   | AK 2023 kwalificatie                    |                                         |                                         |
| 28                                      | 9 juni 2022                             | Zuid-Soedan – Mali                      | 1 – 3                                   | AK 2023 kwalificatie                    |                                         |                                         |
| 29                                      | 23 september 2022                       | Mali – Zambia                           | 1 – 0                                   | Vriendschappelijk                       |                                         |                                         |
| 30                                      | 16 november 2022                        | Algerije – Mali                         | 1 – 1                                   | Vriendschappelijk                       |                                         |                                         |
| 31                                      | 24 maart 2023                           | Mali – Gambia                           | 2 – 0                                   | AK 2023 kwalificatie                    |                                         |                                         |
| 32                                      | 28 maart 2023                           | Gambia – Mali                           | 1 – 0                                   | AK 2023 kwalificatie                    |                                         |                                         |
| 33                                      | 18 juni 2023                            | Congo-Brazzaville – Mali                | 0 – 2                                   | AK 2023 kwalificatie                    |                                         |                                         |
| 34                                      | 17 oktober 2023                         | Saoedi-Arabië – Mali                    | 1 – 3                                   | Vriendschappelijk                       |                                         |                                         |
| 35                                      | 20 november 2023                        | Mali – Centraal-Afrikaanse Republiek    | 1 – 1                                   | WK 2026 kwalificatie                    |                                         |                                         |
| 36                                      | 6 januari 2024                          | Mali – Guinee-Bissau                    | 6 – 2                                   | Vriendschappelijk                       |                                         |                                         |
| 37                                      | 30 januari 2024                         | Mali – Burkina Faso                     | 2 – 1                                   | AK 2023                                 |                                         |                                         |
| 38                                      | 3 februari 2024                         | Ivoorkust – Mali                        | 2 – 1 n.v.                              | AK 2023                                 |                                         |                                         |
| 39                                      | 11 juni 2024                            | Madagaskar – Mali                       | 0 – 0                                   | WK 2026 kwalificatie                    |                                         |                                         |
| 40                                      | 6 september 2024                        | Mali – Mozambique                       | 1 – 1                                   | AK 2025 kwalificatie                    |                                         |                                         |
| 41                                      | 10 september 2024                       | Swaziland – Mali                        | 0 – 1                                   | AK 2025 kwalificatie                    |                                         |                                         |
| 42                                      | 11 oktober 2024                         | Mali – Guinee-Bissau                    | 1 – 0                                   | AK 2025 kwalificatie                    |                                         |                                         |
| 43                                      | 15 oktober 2024                         | Guinee-Bissau – Mali                    | 0 – 0                                   | AK 2025 kwalificatie                    |                                         |                                         |
| 44                                      | 15 november 2024                        | Mozambique – Mali                       | 0 – 1                                   | AK 2025 kwalificatie                    |                                         |                                         |
| 45                                      | 19 november 2024                        | Mali – Swaziland                        | 6 – 0                                   | AK 2025 kwalificatie                    |                                         |                                         |

Bijgewerkt op 7 februari 2025.

## Erelijst
| Ligue 2 | 1 | 2018/19 |